# Паоло Оренго
Маркіз Паоло Оренго (італ. Paolo Gerolamo Michele Orengo; 21 жовтня 1828, Вентімілья — 7 травня 1921, Вентімілья) — італійський адмірал та політик.

## Біографія
Паоло Оренго народився 21 жовтня 1828 року в місті Вентімілья. Походив зі шляхетного роду Оренго. У 1842 році вступив до Морської школи в Генуї, яку закінчив у 1847 році у званні гардемарина. Протягом 1848—1966 років брав участь у всіх трьох війнах за незалежність Італії, а також у Кримській війні. Дослужився до звання адмірала.
Протягом своєї кар'єри декілька разів був Міністром військово-морських сил, директором Арсеналу в Ла-Спеції, суддею Вищого суду військово-морських сил, обирався депутатом Сенату Італії.
Помер 7 травня 1921 року у Вентімілья.

## Нагороди

### Італійські
- Кавалер Ордена Святих Маврикія та Лазаря
- Офіцер Ордена Святих Маврикія та Лазаря
- Командор Ордена Святих Маврикія та Лазаря
- Великий офіцер Ордена Святих Маврикія та Лазаря
- Кавалер Ордена Корони Італії
- Командор Ордена Корони Італії
- Великий офіцер Ордена Корони Італії
- Кавалер Савойського військового ордена
- Пам'ятна медаль за участь у війні за незалежність Італії

### Іноземні
- Кавалер Ордена Франца Йосифа (Австро-Угорщина)
- Командор Ордена Данеброг (Данія)
- Кримська медаль (Велика Британія)
- Пам'ятна медаль за італійську кампанію (1859) (Франція)